# Darwood Kaye
Darwood Kaye (Fort Collins, Colorado, 8 de septiembre de 1929-Riverside, California, 15 de mayo de 2002) fue un actor infantil estadounidense, conocido principalmente por su papel semi-regular como Waldo en la serie de cortometrajes de La Pandilla entre 1937 y 1940. Ya de adulto, Kaye fue pastor de la Iglesia Adventista del Séptimo Día, atendiendo varias congregaciones hasta su muerte accidental en 2002.

## La Pandilla
Su verdadero nombre era Darwood Kenneth Smith, y nació en Fort Collins (Colorado).
Kaye debutó en la pantalla con un pequeño papel en la comedia de La Pandilla producida por Hal Roach en 1937 Glove Taps, teniendo su primer papel hablado en Hearts are Thumps, estrenada ese mismo año. En la mayor parte de sus interpretaciones en La Pandilla, Kaye encarnó a "Waldo", un niño rico y estudioso, el cual competía con sus compañeros de clase "Alfalfa " Switzer y "Butch" Bond por el afecto de la pequeña Darla Hood.
Kaye siguió como actor semi-regular de La Pandilla hasta 1940, época en la que la serie había sido vendida por Hal Roach a Metro-Goldwyn-Mayer. Hizo papeles menores en otros filmes, entre ellos el musical Best Foot Forward, con Lucille Ball, y Kansas City Kitty, interpretando en ambos a "Killer".

## Pastor Smith
Tras servir en la Armada de los Estados Unidos durante un año y medio, Smith estudió en la Sierra University, un centro dependiente de la Iglesia Adventista del Séptimo Día sito en Riverside, California. Allí se casó con otra estudiante del centro, Jean Venden, en junio de 1951, y con la cual tuvo cuatro hijos: Dan, David, Richard, y Donald. Smith se hizo ministro de la Iglesia Adventista del Séptimo Día, trabajando en diversas congregaciones en las cercanas ciudades de San Diego (California), Palm Springs, Escondido (California), y Oceanside.
En 1957 el matrimonio se trasladó a Siam (la actual Tailandia), donde Darwood, conocido entonces como Pastor Ken Smith, hizo trabajo misionero. La pareja permaneció catorce años en Tailandia antes de volver a los Estados Unidos, donde ya residirían de modo permanente. Smith continuó su carrera religiosa, trabajando en diversas iglesias del Sur de California y supervisando tareas misioneras.

## Fallecimiento
El 15 de mayo de 2002, cercana la celebración de su quincuagésimo aniversario de boda, el Pastor Smith resultó gravemente herido en un accidente de tráfico ocurrido en la Avenida Arlington de Riverside, falleciendo esa misma tarde en el Hospital Riverside Community Hospital rodeado de toda su familia. 